# Pierre Fourmanoir
Pierre Fourmanoir, né le 19 octobre 1924 à Paris et mort le 2 mai 2007 à Bry-sur-Marne, est un ingénieur agronome et ichtyologiste français.

## Biographie
Pierre Fourmanoir est issu de l'école d'ingénieur agronome de Grignon, certifié en zoologie.
En 1948, il est recruté par l'Office de la recherche scientifique et technique outre-mer (ORSTOM). Titularisé en 1950, il est envoyé à Madagascar où il restera jusqu'en 1963. Durant cette période, il participe activement aux recherches et à l'étude du Cœlacanthe autour de l'archipel des Comores, dans l'équipe scientifique du professeur Jacques Millot.
En 1959, lors des nombreuses recherches effectuées sur les récifs coralliens de l'océan Indien, Pierre Fourmanoir nomme une nouvelle espèce de poisson Lutjanus Guilcheri, (entrant dans le genre Lutjanus), en l'honneur de son collègue André Guilcher.
En 1963, il est envoyé en mission scientifique au Vietnam jusqu'en 1964. En 1966, il repart pour une nouvelle mission en Guyane française jusqu'en 1967.
En 1969, il est affecté au centre de l'ORSTOM de Nouméa. Il restera en Nouvelle-Calédonie jusqu'en 1981. Il étudia la faune ichtyologique et inventoria 61 espèces nouvelles qu'il décrivit dans près de deux cents publications.
En 1984, il part à la retraite. Il est décédé en 2007.